# Clarence Milton Bekker

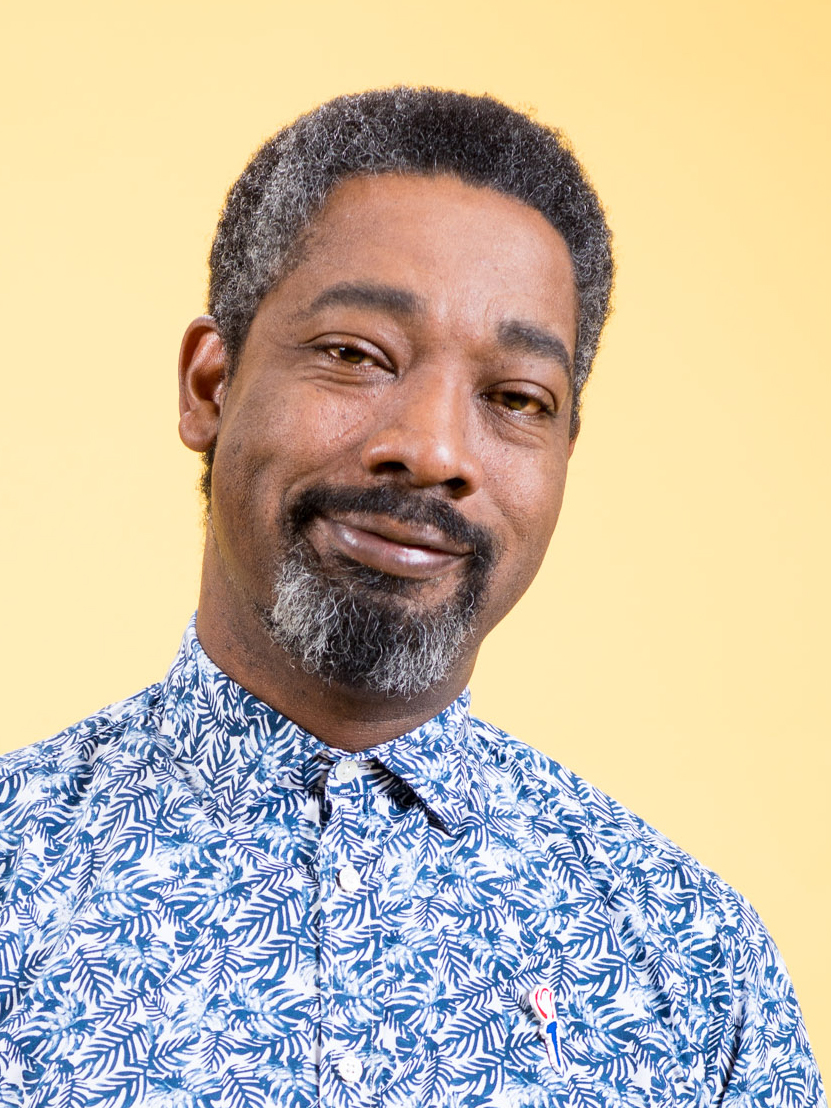
Clarence Milton Bekker

Clarence Milton Bekker, tidigare känd som CB Milton, född 11 april 1969 i Surinam, är en nederländsk sångare.
Bekker hade under namnet CB Milton hits på 1990-talet med låtarna It's a loving thing, Send me an angel, och Open your heart.
Clarence Milton Bekker har under 2000-talet deltagit i det internationella musikprojektet Playing for Change, och släppte år 2012 soloalbumet Old Soul.